# Tân Lĩnh
Tân Lĩnh là một xã thuộc huyện Lục Yên, tỉnh Yên Bái, Việt Nam.
Xã Tân Lĩnh có diện tích 37,52 km², dân số năm 2019 là 7.147 người, mật độ dân số đạt 191 người/km².